# Lucona
Die Lucona war ein Stückgutschiff, das 1966 auf der Büsumer Werft gebaut und zum Zwecke versuchten Versicherungsbetrugs durch eine Explosion am 23. Januar 1977 im Indischen Ozean versenkt wurde. Dabei starben sechs der zwölf Besatzungsmitglieder, was vom Gericht als sechsfacher Mord und sechsfacher Mordversuch beurteilt wurde.
Im Rahmen der darauf folgenden Untersuchung weitete sich die Begebenheit zum bis dahin größten politischen Skandal Österreichs in der Zweiten Republik aus, in den mehrere Spitzenpolitiker verstrickt waren und der das Land von 1977 bis 1992 bewegte. In den Medien wurde die Causa Lucona-Skandal oder Lucona-Affäre genannt.

## Beschreibung und Geschichte
Mitte der 1960er Jahre gab die Hamburger Reederei August Bolten Wm. Miller’s Nachfolger zwei Schwesterschiffe, die Steinberg und Cappenberg, bei der Büsumer Werft in Auftrag. Die beiden Einheiten waren Stückgutschiffe mit eigenem Ladegeschirr. Die Schiffe besaßen eine achtern angeordnete Maschinenanlage, darüber liegende Decksaufbauten und zwei Laderäume mit Zwischendeck und waren als Wechselschiffe vermessen. Als erstes lief am 15. Oktober 1966 die Steinberg vom Stapel. Die Steinberg absolvierte am 11. Dezember 1966 die Probefahrt und wurde gemeinsam mit der 1967 abgelieferten Cappenberg bis 1971 von der Reederei Bolten eingesetzt. Die Reederei Marseille-Fret mit Sitz in Marseille erwarb 1971 die Steinberg und benannte sie in Niolon um. Im Jahr 1974 übernahm die Gesellschaft Lumin Compania Naviera aus Panama das Schiff und betrieb es zunächst als Lucona, ab 1975 als Atlantic Progress und ab 1976 wiederum als Lucona.

## Lucona-Affäre

### Unglücksfahrt
Der Frachter Lucona wurde 1976 von Udo Proksch, dem damaligen Prokuristen des Wiener Kaffeehauses Demel und Enfant terrible der Wiener Gesellschaft, gechartert. Das Schiff wurde in Chioggia in Oberitalien angeblich mit einer Uranerz-Aufbereitungsanlage beladen (die sich im Prozess als eine von Proksch und Anger entwickelte Extrusionsanlage zur Herstellung von Fernwärmerohren herausstellte). Die Ladung wurde bei der Bundesländer-Versicherung in Wien für 212 Mio. Schilling (nach heutiger Kaufkraft etwa 60 Mio. Euro) versichert. Adressat der Lieferung war ein Strohmann Prokschs. Das mit einer aus österreichischen Heeresbeständen stammenden Sprengladung versehene Schiff wurde am 23. Jänner 1977 in der Gegend der Malediven im Indischen Ozean versenkt. Dabei wurde der Tod der zwölfköpfigen Besatzung in Kauf genommen, sechs Menschen kamen tatsächlich ums Leben.
Die Bundesländer-Versicherung verweigerte allerdings die Auszahlung der Versicherungssumme, da sie den Verdacht hegte, die Lucona habe nicht die behauptete wertvolle Fracht, sondern vielmehr Schrott, nämlich Gerätschaften des aufgelassenen Kohlebergwerkes von Oberhöflein sowie Teile eines Kunststoffextruders geladen, was sich letztlich als richtig erweisen sollte: Die Ladung repräsentierte einen Wert von lediglich 1 Mio. Schilling (nach heutiger Kaufkraft etwa 230.000 Euro).
Es wurde nie genau geklärt, womit die Sprengladung gezündet wurde. Eine Funkfernauslösung mittels Langwelle wäre bei der großen Entfernung (6.000 km) nur theoretisch möglich gewesen, da zwar der Empfänger an Bord unter der Wasserlinie hätte eingebracht werden können, die Nutzung eines Langwellensenders aber problematisch geworden wäre. Eine Zündung mit einem Säurezünder schied wegen dessen Unzuverlässigkeit sowohl in Hinblick auf die Zündsicherheit als auch den Zeitlauf aus. Am wahrscheinlichsten ist daher die Verwendung eines Zeitzünders. Das österreichische Bundesheer verfügte über Zeitzünder, die maximal 21 Tage liefen und für deren Stromversorgung eine Autobatterie reichte.
Die Kiste mit dem Kessel, in dem sich der Sprengstoff befand, wurde per Straßentransport am 29. Dezember 1976 nach Chioggia gebracht. In der Nacht vom 4. auf den 5. Jänner 1977 erfolgte die Beladung, und die Kiste wurde auf den Doppelboden des Schiffes vor den Spant 84 gestellt. Am 6. Jänner 1977 wurden die Lukendeckel geschlossen, anschließend lief die Lucona aus Chioggia aus. Nach den Ladepapieren sollten 700 Tonnen Ladung an Bord gewesen sein, anhand der Tiefgangsmarken steht fest, dass nur maximal 388 Tonnen, unter Berücksichtigung des Ballastwassers sogar nur 280 Tonnen Ware geladen waren. Wegen der leichteren Ladung fuhr die Lucona schneller als mit 700 Tonnen Ladung und wäre zum Explosionszeitpunkt am 23. Jänner 1977 bereits zwischen Indien und Sri Lanka auf relativ flachem Wasser unterwegs gewesen. Daher erfolgten Manipulationen seitens des Charterers, die die Fahrt verzögerten.
So wurde nach dem Eintreffen der Lucona in Port Said am 10. Jänner 1977 gegen 7.00 Uhr die Kanalgebühr nicht rechtzeitig überwiesen, so dass die Lucona nicht mehr am 10. Jänner 1977, sondern erst am nächsten Morgen durch den Suezkanal fahren konnte. Die zweite Manipulation erfolgte durch die Anweisung an den Kapitän, nach Passieren des Roten Meeres anstelle des an der Fahrtroute liegenden Bunkerhafens Aden den Kurs Richtung Afrika zu ändern und in Dschibuti zu bunkern. Durch diesen Umweg verlor die Lucona einen weiteren Tag und befand sich am 23. Jänner 1977 an einer der mit 4.192 m tiefsten Stellen des Indischen Ozeans, als um 12.00 Uhr GMT (16.00 Uhr Ortszeit) die Explosion erfolgte. Der Explosionszeitpunkt liegt innerhalb der 21-Tage-Frist des Zeitzünders, die Explosion erfolgte um 12.00 GMT auf Position (⊙), und die Verzögerungen der Fahrt deuten darauf hin, dass an dem Zündzeitpunkt während der Fahrt nichts mehr geändert werden konnte und deswegen die Fahrt der Lucona zu einem „passenden“ Untergangspunkt gelenkt werden musste.
Bei dem Untergang kamen ums Leben: Caspar Borbely (1. Ingenieur), Beatrix van der Hoeven (Verlobte von Borbely) sowie die Matrosen Carlos Medina, Vito Marcos Fortes, Andrew Davis und Silvester Roberts. Kapitän Jacob Puister und die übrigen fünf Seeleute wurden von der Besatzung des türkischen Tankschiffs Sapen I gerettet.

### Aufdeckung
Der Fall Lucona wurde durch die Journalisten Gerald Freihofner (Wochenpresse) und Hans Pretterebner aufgedeckt. Die gesammelten Details verarbeitete Pretterebner literarisch in seinem Buch Der Fall Lucona, das er im Jahr 1987 im Eigenverlag veröffentlichte und an Personen aus Schifffahrtskreisen verschicken ließ.

### Aufklärung
Zur Klärung der Verwicklung von Politikern in den Fall, insbesondere politischer Verbindungen zur SPÖ („Club 45“), wurde zwischen 1988 und 1989 ein parlamentarischer Untersuchungsausschuss eingesetzt, in dessen Folge der Nationalratspräsident Leopold Gratz und der Innenminister Karl Blecha (beide SPÖ) zurücktraten. Die juristische Aufarbeitung des Vorfalls stürzte das Land in einen nie da gewesenen Politskandal: 16 Politiker, Juristen und Spitzenbeamte wurden von ihren Posten entfernt, angeklagt oder verurteilt; der zum Zeitpunkt der Unglücksfahrt amtierende österreichische Verteidigungsminister Karl Lütgendorf war bereits 1981 gestorben, offiziell durch Suizid. Blecha wurde vorgeworfen, die Ermittlungen gegen seinen Freund Proksch auf „unübliche Weise“ beobachten, verzögern und letztlich abwürgen lassen zu haben. Gratz wurde vorgeworfen, 1985 als Außenminister für Proksch die Fälschung von Beweismitteln betreffend die angebliche Uranerz-Aufbereitungsanlage veranlasst zu haben.
Der Richter der Hauptverhandlung, Hans-Christian Leiningen-Westerburg, beauftragte die auf Tiefsee-Bildaufnahmen spezialisierte US-Firma Oceaneering das Schiff zu suchen. Am 5. Februar 1991 wurde nach mehrtägiger Suche das Wrack der Lucona am Grund des Indischen Ozeans entdeckt. Ein ferngesteuerter Tauchroboter erstellte 15 Stunden Videomaterial und rund 100 Standbilder vom Wrack. Sie zeigen ein Trümmerfeld auf dem Meeresboden: Der Bug des Schiffs mit Ankerkette und Klüse fand sich in einiger Entfernung vom restlichen Wrack, der vordere Laderaum war glatt durchtrennt, das Hinterschiff wies hingegen nur relativ geringe Schäden auf.
Der Gerichtsprozess am Landesgericht für Strafsachen Wien unter Vorsitz des Richters Hans-Christian Leiningen-Westerburg gegen Proksch endete 1992 mit einem Schuldspruch wegen sechsfachen Mordes und der Verurteilung zu lebenslanger Haft. Proksch starb Ende Juni 2001 nach einer Herzoperation während der Haft. Der zweite Drahtzieher im Fall Lucona – Hans Peter Daimler – wurde 1997 vom Landgericht Kiel zu einer 14-jährigen Haftstrafe wegen Beihilfe zu sechsfachem Mord und versuchten Versicherungsbetruges verurteilt. Hinweise auf etwaige Verstrickungen ausländischer Geheimdienste (CIA, KGB, Stasi und BND) in dieser Affäre und damit einhergehende Scheingeschäfte wurden vor dem Gericht in Kiel zwar aufgebracht, jedoch nicht weiter verfolgt. Der Versuch, Daimler als Bauernopfer darzustellen, scheiterte.

## Kulturelle Rezeption

### Filme
- Jack Gold: Der Fall Lucona, 1993. Pretterebners Buch Der Fall Lucona diente als Vorlage für eine freie Verfilmung[14] mit dem britischen Schauspieler David Suchet in der Rolle des dort in Rudi Waltz umbenannten Proksch (Rudolf war der erste Vorname von Udo Proksch).
- Robert Dornhelm: Udo Proksch – Out of Control, 2010.[15]

### Musical
2004 wurde in Wien das Musical Udo 77 der Künstlergruppe monochrom uraufgeführt, das sich mit dem Fall Lucona und Udo Proksch auseinandersetzte.